# Partnerstwo Wschodnie

Unia Europejska oraz kraje objęte Partnerstwem Wschodnim

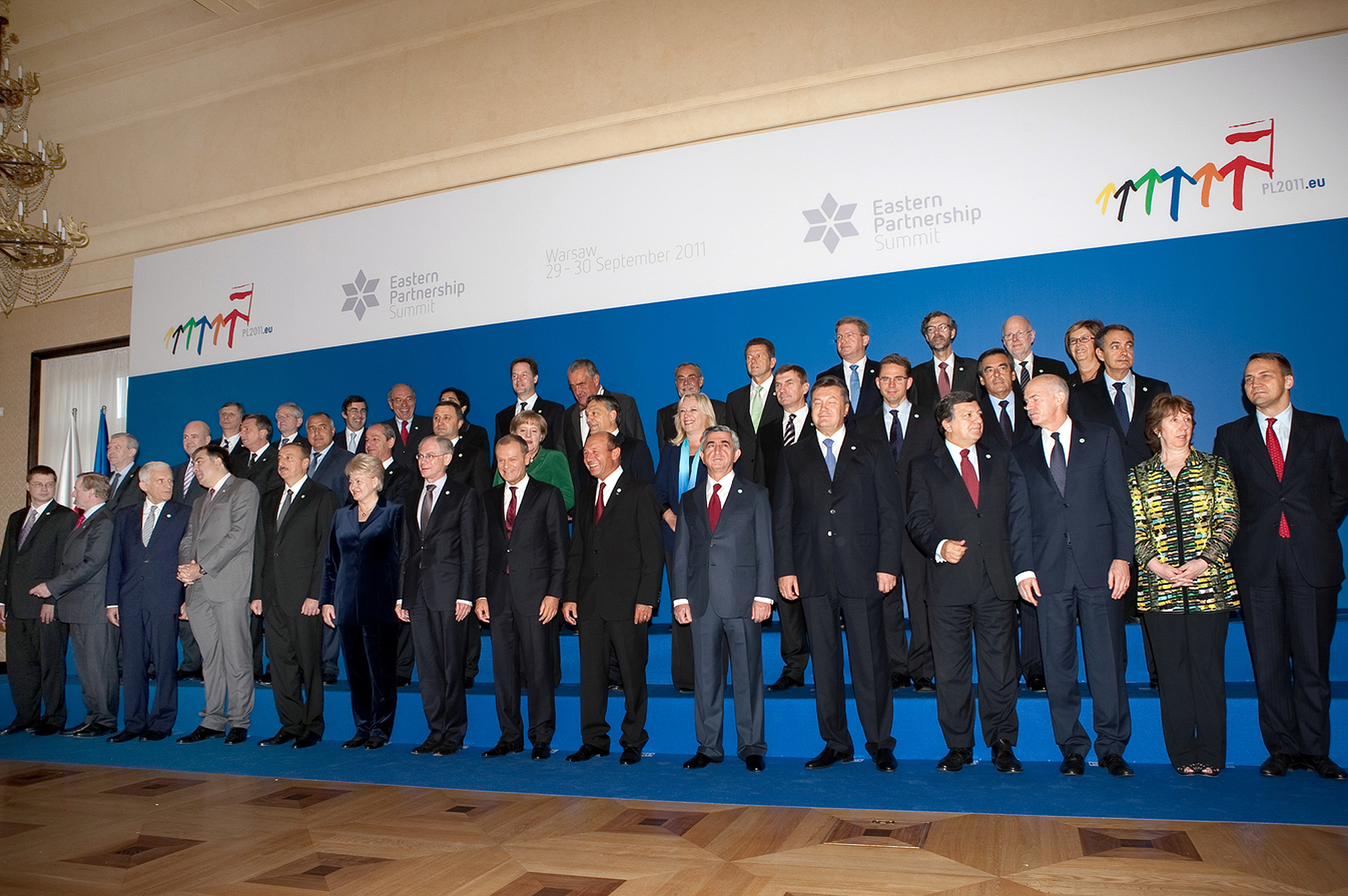
Szczyt Partnerstwa Wschodniego w Warszawie, 30 września 2011

Partnerstwo Wschodnie – program określający wymiar wschodni polityki Unii Europejskiej w ramach Europejskiej Polityki Sąsiedztwa. Projekt Partnerstwa został zapoczątkowany działaniami dyplomacji polskiej, wspieranymi przez Szwecję. Program zainaugurowano w Pradze w 2009 roku, podczas prezydencji czeskiej. 

## Uwarunkowania unijnej polityki wschodniej
Główną przesłanką do kształtowania się unijnej polityki wschodniej były zmiany w bloku wschodnim roku 1989 - Jesień Ludów - w wyniku których państwa, należące do radzieckiej strefy wpływów odzyskiwały suwerenność, a także powstawały nowe.  
Punktem zwrotnym w dookreśleniu pojęcia polityki wschodniej UE oraz jej adresatów było największe w historii rozszerzenie UE o państwa Europy Środkowej i Wschodniej w maju 2004 r., a trzy lata później, w 2007 r., o Rumunię i Bułgarię. Wskutek tego w bezpośrednim sąsiedztwie UE znalazły się Białoruś, Mołdawia, Rosja (przez obwód kaliningradzki) i Ukraina. 
Państwa te od samego początku odzyskania niepodległości w latach 90. zmagają się z licznymi problemami politycznymi i gospodarczymi, co potęguje obawy UE o ich wpływ na bezpieczeństwo i stabilność Europy. Fakt ten stanowi jedną z przyczyn zdefiniowania przez UE jej strategii wobec krajów Europy Wschodniej.

## Rola Polski
Polska od samego początku zawiązania stosunków dyplomatycznych ze Wspólnotami była postrzegana jako jeden z twórców strategii wobec Wschodu, co wynikało z jej historycznych doświadczeń, położenia geograficznego i interesów. Początków gotowości do wniesienia wkładu w ten obszar upatruje się w deklaracji Geremka z 1998 wystąpieniu otwierającym negocjacje akcesyjne. W 2001 r. MSZ opublikowało raport polecający współpracę z przyszłymi wschodnimi sąsiadami. 
Bardziej szczegółowe stanowisko zostało opisane w specjalnym dokumencie z 2002 roku. Polska zaproponowała utworzenie nowego, autonomicznego wymiaru wschodniego UE, który działałby w celu dialogu politycznego, wsparcia transformacji ustrojowej i demokracji, współpracy w obszarze handlu, sądownictwa. Główną rolę w tym procesie miała odgrywać Ukraina, która w przyszłości mogłaby stać się jednym z państw członkowskich Unii. 

## Stanowiska UE
Komisja Europejska w raporcie z 2003 Szersza Europa zainicjowała ogłoszoną w 2004 roku europejską politykę sąsiedztwa. Objęła ona państwa, które znajdowały się w sąsiedztwie Unii i zawiązały z nią stosunki (umowy stowarzyszeniowe, porozumienia). Włodzimierz Cimoszewicz zadeklarował w swoim przemówieniu, że Polska jest gotowa do podzielenia się wiedzą w sprawie polityki wschodniej, jednak w tym czasie ta propozycja nie uzyskała aprobaty.  

## Historia
Partnerstwo Wschodnie zakłada zacieśnienie współpracy z Białorusią, Ukrainą, Mołdawią, Gruzją, Azerbejdżanem i Armenią. Głównym twórcą inicjatywy jest Polska, popierana przez Szwecję. Przejawem realizacji projektu mają być preferencje handlowe, ułatwienia wizowe i programy pomocowe. W zamiarach polskiego rządu w dłuższej perspektywie Partnerstwo Wschodnie ma przygotować objęte nim państwa do akcesji. Inicjatywa spotkała się z poparciem przewodniczącego Komisji Europejskiej oraz przywódców pozostałych państw Unii w czasie czerwcowego szczytu Rady Europejskiej w 2008.
3 grudnia 2008 projekt został przyjęty przez Komisję Europejską, która zaproponowała jednocześnie m.in. utworzenie strefy wolnego handlu, podpisanie układów o stowarzyszeniu, ułatwień wizowych dla obywateli państw uczestniczących w Partnerstwie oraz zwiększenie finansowania programu do 600 mln euro, w tym 250 mln pochodzić ma z instrumentu finansowego Europejskiej Polityki Sąsiedztwa ENPI, zaś kolejne 350 mln to środki dodatkowe. 20 marca 2009 w czasie szczytu w Brukseli unijni przywódcy zatwierdzili projekt Komisji Europejskiej.
7 maja 2009 w Pradze odbył się szczyt szefów państw i rządów UE oraz państw objętych programem, na którym oficjalnie zainicjowano Partnerstwo Wschodnie.
W maju 2011 w Budapeszcie, podczas węgierskiej prezydencji, miał się odbyć kolejny szczyt Partnerstwa Wschodniego. Z powodu bliskości innych ważnych wydarzeń (szczytu grupy G8 i pięćdziesiątej rocznicy powstania OECD), spotkanie przełożono na jesień, gdy prezydencję miała sprawować Polska. Odbyło się ono, w dniach 29–30 września 2011 w Warszawie.
3 maja 2011 r. odbyło się pierwsze posiedzenie EuroNestu – zgromadzenia przedstawicieli Parlamentu Europejskiego i parlamentów państw Partnerstwa Wschodniego.
29-30 września 2011 odbył się II Szczyt Partnerstwa Wschodniego w Warszawie. W założeniu organizatorów tego przedsięwzięcia miało to być jedno z najważniejszych wydarzeń podczas Polskiej Prezydencji, mające na celu podsumowanie dwóch lat funkcjonowania Partnerstwa oraz dyskusję o jego najbliższej przyszłości.
Tymczasem Białoruś zbojkotowała szczyt. Zgodnie z komunikatem Ambasady Białorusi, w przeddzień szczytu Partnerstwa Wschodniego jego organizatorzy podjęli bezprecedensowe dyskryminacyjne działania wobec Białorusi. Napisano w nim, że na szczyt Partnerstwa Wschodniego nie został zaproszony prezydent Białorusi Alaksandr Łukaszenka, a następnie ograniczony został udział w szczycie wyznaczonego przez Republikę Białoruś przedstawiciela.
Rządy państw partnerskich odmówiły przyjęcia nierealistycznie skonstruowanej i niepoprzedzonej odpowiednim przygotowaniem dyplomatycznym rezolucji, która potępiała reżim Łukaszenki, co wytworzyło wrażenie dystansowania się tych państw nie od Białorusi, lecz od Polski.
28 listopada 2013 odbył się III Szczyt Partnerstwa Wschodniego w Wilnie.
Gruzja i Mołdawia parafowały umowy stowarzyszeniowe z UE, które obejmują porozumienie o strefie wolnego handlu. Ostateczne podpisanie planowane było na 2014 rok – Azerbejdżan podpisał z Unią Europejską umowę o ułatwieniach wizowych, dzięki której obywatele Azerbejdżanu będą mogli łatwiej i taniej uzyskiwać wizy krótkoterminowe pozwalające na swobodne podróżowanie do UE i na jej terytorium.
Białoruś przymierzała się do podjęcia rozmów w tej kwestii. Ukraina natomiast przerwała rozmowy o stowarzyszeniu.
Parlament Europejski w kwietniu 2017 r. przegłosował zniesienie wiz do UE na okres do 90 dni dla obywateli Ukrainy. 
Podpisano umowę ramową z Gruzją o jej udziale w unijnych operacjach zarządzania kryzysowego, a z Ukrainą parafowano umowę lotniczą.
28 czerwca 2021 roku, Białoruś zawiesiła swój udział w Partnerstwie Wschodnim

## Członkowie
- Unia Europejska
- Armenia
- Azerbejdżan
- Białoruś(zawieszona)
- Gruzja
- Mołdawia
- Ukraina

## Założenia
Projekt Partnerstwa Wschodniego jest próbą utworzenia programu współpracy w ramach Europejskiej Polityki Sąsiedztwa z sześcioma państwami z Europy Wschodniej i Kaukazu Południowego:  z Białorusią, Ukrainą, Mołdawią, Gruzją, Armenią i Azerbejdżanem.
Współpraca w ramach Partnerstwa przyczynia się do zacieśniania relacji między wschodnimi partnerami, zwiększa wzajemne zaufanie i minimalizuje różnice w rozwoju. Do najważniejszych inicjatyw należą:
- działania ułatwiające mieszkańcom krajów partnerskich podróżowanie po Europie, dlatego wprowadzane są stopniowo ułatwienia wizowe oraz obniżane opłaty na wizy,
- ustanowienie strefy wolnego handlu między UE a poszczególnymi krajami partnerskimi,
- pogłębianie stosunków umownych między UE i krajami partnerskimi w formie umów stowarzyszeniowych, w tym, w stosownych przypadkach, stworzą szeroko zakrojone i kompleksowe strefy wolnego handlu, jeśli zbliżenie przepisów może posłużyć pogłębieniu pozytywnych skutków handlu i liberalizacji inwestycji, prowadząc do osiągnięcia zbieżności z przepisami i normami UE[20];
- wzmacnianie sektora współpracy w zakresie kontroli wspólnych granic i ułatwianie udziału krajów partnerskich w programach UE i ich funkcjonowanie w agencjach Unii,
- współpracę w zakresie bezpieczeństwa energetycznego, gospodarki,
- realizowanie tzw. inicjatywy ﬂagowe, m.in. w sferach zintegrowanego zarządzania granicami czy wspierania rozwoju małych i średnich przedsiębiorstw[21].

## Współpraca dwustronna
Celem Partnerstwa jest zacieśnianie dwustronnej współpracy zarówno na poziomie politycznym, jak i gospodarczym.
Wymiar dwustronny Partnerstwa Wschodniego obejmuje relacje UE z poszczególnymi krajami partnerskimi. W jego ramach prowadzone są działania do zawarcia umów stowarzyszeniowych, kompleksowych stref wolnego handlu oraz wprowadzenie reżimu bezwizowego, oznaczające zniesienie wiz. Wprowadzenie ruchu bezwizowego jest uzależnione od spełnienia pewnych warunków przez państwa partnerskie, warunki dobrze zarządzanej i bezpiecznej mobilności obywateli.

## Współpraca wielostronna
Nadanie kształtu współpracy wielostronnej pomiędzy stronami ma nastąpić na płaszczyźnie czterech platform tematycznych:
- ds. demokracji dobrego zarządzania i stabilności, której priorytetem jest demokracja i prawa człowieka, wymiar sprawiedliwości, wolności i bezpieczeństwa, w tym kwestie migracji i liberalizacji wizowej, stabilność i bezpieczeństwo.

Obecnie platforma koncentruje się na:
1) doskonaleniu funkcjonowania wymiaru sprawiedliwości;
2) reformie administracji publicznej;
3) walce z korupcją.
- ds. integracji gospodarczej i konwergencji z politykami UE, która zakłada zbliżanie prawodawstwa, w tym m.in. w zakresie handlu, współpracę finansową i makroekonomiczną, pobudzanie rozwoju społeczno-ekonomicznego, ochronę środowiska.

Obecnie platforma koncentruje się na:
1) harmonizacji w sferze regulacyjnej;
2) kwestiach związanych z ochroną środowiska.
- ds. bezpieczeństwa energetycznego, której priorytetem jest wsparcie rozwoju infrastruktury i systemu dywersyfikacji dostaw, zbliżanie w sferze regulacyjnej i harmonizacji polityk energetycznych, promowanie energooszczędności i wykorzystania odnawialnych źródeł energii.
- Relacje międzyludzkie – dotyczy kwestii związanych ze współpracą kulturalną, wsparciem dla organizacji pozarządowych i społeczeństwa obywatelskiego, wymianami studenckimi i uczniowskimi oraz włączaniem krajów partnerskich do Ramowego Programu Badawczego i wspólnych projektów medialnych[24].

Cele Partnerstwa Wschodniego mają być ponadto osiągnięte na poziomie wielostronnym również poprzez tzw. inicjatywy sztandarowe, tj. projekty na dużą skalę, zmierzające do zaangażowania jak najszerszego spektrum podmiotów. Komisja Europejska zaproponowała obecnie następujące inicjatywy:
- program zintegrowanego zarządzania granicami,
- wsparcie dla rozwoju małych i średnich przedsiębiorstw (SME Facility),
- regionalne rynki energii, efektywność energetyczna i odnawialne źródła energii,
- dywersyfikacja źródeł energii: Południowy Korytarz Energetyczny,
- zapobieganie, gotowość w razie wystąpienia i zwalczanie katastrof naturalnych oraz katastrof wywołanych czynnikiem ludzkim,
- promocja dobrego zarządzania środowiskowego[25][26].

## Finansowanie
Partnerstwo Wschodnie jest finansowane przede wszystkim z Europejskiego Instrumentu Partnerstwa i Sąsiedztwa (ENPI), który adresowany jest również do wszystkich pozostałych krajów sąsiadujących z Unią Europejską.
Na realizacje celów Partnerstwa w latach 2010–2013 Komisja Europejska alokowała 1,9 mld euro. Suma ta obejmuje zarówno środki przeznaczone na programy i inicjatywy wielostronne Partnerstwa Wschodniego, jak i dwustronne na współpracę z poszczególnymi państwami partnerskimi. Środki finansowe z ENPI służą trzem podstawowym celom: Wspieraniu i transformacji ustrojowej państw partnerskich w kierunku demokratycznych rządów prawa, w tym promocji praw człowieka, wspieraniu w tych krajach budowy gospodarek rynkowych oraz promowaniu zrównoważonego rozwoju.
Oprócz ww. funduszy w momencie utworzenia programu Partnerstwa Wschodniego Unia Europejska przeznaczyła bezpośrednio na rzecz programu dodatkowe 600 mln €. Suma ta zawiera ok. 250 mln € środków przeznaczonych już wcześniej na rozwój regionalnej współpracy ze wschodnimi sąsiadami Unii na lata 2010–2013 w ramach Europejskiej Polityki Sąsiedztwa oraz 350 mln € nowych środków (które również zostaną wyasygnowane ze środków ENPI). Dysponentem funduszy programu Partnerstwa Wschodniego jest Komisja Europejska.
Stworzenie sprawnie działającej i przejrzystej administracji stanowi gwarancję efektywnego spożytkowania unijnej pomocy i poniesionych nakładów finansowych. Na Kompleksowy Program Rozwoju Instytucjonalnego (lata 2011–2013) przeznaczono ponad 170 mln €.

## Stanowisko Rosji
Inauguracja programu Partnerstwa Wschodniego spotkała się z chłodnym przyjęciem ze strony Federacji Rosyjskiej. Stanowisko Rosji w tej sprawie wyraził m.in. prezydent Dmitrij Miedwiediew 22 maja 2009 w czasie szczytu UE-Rosja w Chabarowsku. Stwierdził wówczas, że:

Każde partnerstwo jest lepsze od konfliktu, jednak martwi nas, że ze strony niektórych państw podejmowane są próby wykorzystania tej struktury jako partnerstwa przeciwko Rosji